# Icones Bogorienses
Icones Bogorienses (abreviado Icon. Bogor.) es un libro ilustrado con descripciones botánicas que fue escrito por el botánico y explorador neerlandés Jacob Gijsbert Boerlage. Fue publicado en Leiden en 4 volúmenes en los años 1897-1914.